# Lunca Cernii de Jos
Lunca Cernii de Jos is een Roemeense gemeente in het district Hunedoara.
Lunca Cernii de Jos telt 931 inwoners.